# Francisco de Medina
Francisco de Medina (Guadalajara, 1482-1538) fue un jurista español, licenciado y doctor en leyes al servicio de la Casa del Infantado. Era padre del cronista Francisco de Medina y Mendoza. 

## Biografía
Fue miembro como juez del consejo personal y de justicia del Diego Hurtado de Mendoza de la Vega y Luna, iii duque del Infantado, pequeña audiencia judicial de hidalgos y letrados. Fue también procurador en las Cortes de Burgos de 1515. 
En 1520 fue nombrado por los comuneros de Guadalajara para asistir a la Junta de Ávila con la reina Juana I de Castilla el 24 de septiembre, con el beneplácito del duque del Infantado, sustituyendo a los procuradores que votaron el subsidio del rey Carlos I de España, destituidos de forma violenta, a los que una muchedumbre quemó y destruyó su casa.
Tras la guerra de las Comunidades de Castilla, con la derrota de los comuneros en Villalar, fue una de las tres personas —junto a los otros procuradores comuneros, Diego de Esquivel, alcalde de padrones, e hidalgo al servicio de la Casa del Infantado, y el regidor Juan Ortiz de Urbina— que quedaron excluidas del perdón, confiscándosele sus bienes, por lo que tuvo que exiliarse a Portugal durante un tiempo, volviendo posteriormente. 
En 1537 aparece como uno de los miembros del consejo del iv duque del Infantado, Íñigo López de Mendoza y Pimentel.

## Familia
Provenía de una familia también letrada, ligada al concejo de Guadalajara, porque sus padres fueron el licenciado Diego de Medina, regidor en el último tercio del siglo xv, e Inés de San Vicente, hija o sobrina del regidor y bachiller Diego Rodríguez de San Vicente.
Su esposa fue María de Mendoza, con quien casó hacia 1507 y con quien tuvo siete hijos:
- Pedro Ruiz de Medina.
- Francisco de Medina y Mendoza, llamado «el Ciego», cronista de la ciudad de Guadalajara.
- Jerónimo de Medina o de Cisneros.
- Antonio de Torres.
- Juan de Orejón o de Medina.
- Luis de Orejón.
- Bernardino de Medina.

## Patrimonio
Fue un prestigioso letrado que poseyó una importante biblioteca, valorada en su testamento en 20 000 maravedíes —unos 588 reales—. Poseyó un patronato-capellanía llamado de Santa Ana en la iglesia de San Gil de Guadalajara, fundado por su tío Pedro de Medina, secretario del rey Enrique IV de Castilla.